# Missione sui iuris di Turks e Caicos
La missione sui iuris di Turks e Caicos (in latino Missio sui iuris Turcensium et Caicensium) è una sede della Chiesa cattolica nel Regno Unito aggregata alla provincia ecclesiastica di Nassau. Nel 2022 contava 5.200 battezzati su 54.000 abitanti. È retta dall'arcivescovo cardinale Joseph William Tobin, C.SS.R.

## Territorio
La missione sui iuris comprende le isole di Turks e Caicos.
Il territorio è suddiviso in 2 parrocchie: Nostra Signora della Divina Provvidenza a Providenciales, e Santa Croce a Grand Turk.

## Storia
La missione sui iuris è stata eretta il 10 giugno 1984, ricavandone il territorio dalla diocesi di Nassau (oggi arcidiocesi), il cui vescovo, Lawrence Aloysius Burke, è stato superiore della missione fino al 17 ottobre 1998.
Da questa data la missione è stata affidata alla cura pastorale dell'arcidiocesi di Newark, il cui arcivescovo è anche superiore della missione.

## Cronotassi dei superiori
Si omettono i periodi di sede vacante non superiori ai 2 anni o non storicamente accertati.
- Lawrence Aloysius Burke, S.I. † (10 giugno 1984 - 17 ottobre 1998 dimesso)
- Theodore Edgar McCarrick † (17 ottobre 1998 - 21 novembre 2000 nominato arcivescovo di Washington)
- John Joseph Myers † (9 ottobre 2001 - 7 novembre 2016 ritirato)
- Joseph William Tobin, C.SS.R., dal 7 novembre 2016

## Statistiche
La missione sui iuris nel 2022 su una popolazione di 54.000 persone contava 5.200 battezzati, pari al 9,6% della popolazione.
| anno | popolazione | popolazione | popolazione | presbiteri | presbiteri | presbiteri | presbiteri                | diaconi | religiosi | religiosi | parrocchie |
| anno | battezzati  | totale      | %           | numero     | secolari   | regolari   | battezzati per presbitero | diaconi | uomini    | donne     | parrocchie |
| ---- | ----------- | ----------- | ----------- | ---------- | ---------- | ---------- | ------------------------- | ------- | --------- | --------- | ---------- |
| 1990 | 2.000       | 14.000      | 14,3        | 2          | 2          |            | 338                       |         | 1         |           | 1          |
| 1999 | 676         | 15.000      | 4,5         | 1          |            | 1          | 2.000                     |         |           |           | 2          |
| 2000 | 5.000       | 20.000      | 25,0        | 3          |            | 3          | 1.666                     |         |           |           | 2          |
| 2001 | 6.000       | 20.000      | 30,0        | 3          |            | 3          | 2.000                     |         |           |           | 2          |
| 2002 | 6.000       | 20.000      | 30,0        | 3          |            | 3          | 2.000                     |         |           |           | 2          |
| 2003 | 6.000       | 20.000      | 30,0        | 3          |            | 3          | 2.000                     |         |           |           | 2          |
| 2004 | 6.000       | 20.000      | 30,0        | 3          |            | 3          | 2.000                     |         |           |           | 2          |
| 2007 | 8.000       | 30.000      | 26,6        | 4          | 4          |            | 2.000                     |         |           |           | 2          |
| 2010 | 10.500      | 37.000      | 28,4        | 5          | 5          |            | 2.100                     |         |           |           | 2          |
| 2014 | 12.000      | 40.000      | 30,0        | 5          | 5          |            | 2.400                     |         |           |           | 2          |
| 2017 | 10.000      | 45.000      | 22,2        | 4          | 4          |            | 2.500                     |         |           |           | 2          |
| 2020 | 5.400       | 54.000      | 10,0        | 3          | 3          |            | 1.800                     |         |           |           | 2          |
| 2022 | 5.200       | 54.000      | 9,6         | 3          | 3          |            | 1.733                     |         |           |           | 2          |